# 班布里奇 (北愛爾蘭)
班布里奇（英語：Banbridge）是英國北愛爾蘭的一個鎮。據2001年人口普查，班布里奇有人口14,744人。不過自此之後，班布里奇的人口增加了20%，因此班布里奇現在可能約有人口18,000人。班布里奇是班布里奇區的行政中心。

## 外部連結
- Banbridge District Council